# قنبلة زلزال

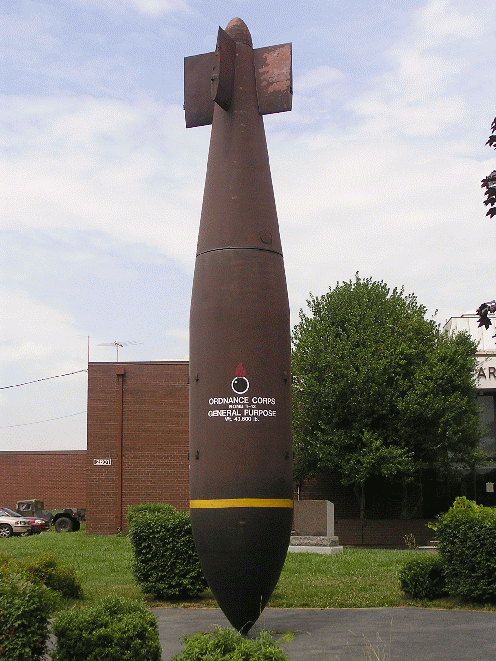

ابتكر مهندس الطيران البريطاني بارنز واليس ‏ مصطلح القنبلة الزلزالية في الحرب العالمية الثانية وتم تطوير هذا المصطلح واستخدامه خلال الحرب ضد أهداف إستراتيجية أوروبا. تختلف القنبلة الزلزالية من حيث المفهوم عن القنابل التقليدية التي غالبا ما تنفجر عند السطح أو بالقرب منه وتدمر هدفها مباشرة بالقوة المتفجرة. في المقابل يتم إسقاط قنبلة زلزالية من علو شاهق لتصل إلى سرعة عالية جدًا عند سقوطها وعند حدوثها. تخترق وتنفجر القنبلة الزلزالية عميقًا تحت الأرض مسببة كهوفًا أو حفرًا وكذلك موجات صدمات شديدة. وبذلك يمكن أن تؤثر القنبلة الزلزالية على أهداف ضخمة بحيث لا تتأثر بقنبلة تقليدية بدلا من إتلاف أو تدمير أهداف صعبة مثل الجسور.استخدمت قنابل الزلزال في منشآت معززة بشكل كبير قرب نهاية الحرب العالمية الثانية مثل أقلام الغواصات ذات الجدران الخرسانية بسمك عدة أمتار والكهوف تحت الأرض والأنفاق المدفونة والجسور.

## نظرية وآلية الضرر
يفيد تطور نظرية بارنز واليس ‏ أن قنبلة ثقيلة شديدة الأيروديناميكية شديدة الانفجار مع تأخر التفجير ستسبب أضرارًا للهدف من خلال موجات الصدمة التي تنتقل عبر الأرض.  أفاد الطيارون الذين أسقطوا القنابل أن الهياكل المستهدفة لم تتضرر جراء التفجير «ولكن بعد ذلك انهارت الحفرة والهدف وتحولت الأرض». في وقت لاحق وصلت المحاكاة الحاسوبية إلى نفس الاستنتاجات. ولقد حدث الجزء الأكبر من الضرر عن طريق توليد تجويف في الأرض وانهيار هذا التجويف من تلقاء نفسه مما تسبب في تحول الأرض وتغيير أساس الهدف أو كسره مما تسبب في أضرار هيكلية كارثية للهدف المدعوم من قبل المؤسسة المذكورة. تسببت الأرض المتحركة في تلف أي هيكل أكبر بشكل كبير حتى لو أخطأت القنبلة الهدف لكنها خلقت حفرة بالقرب منه. لم تكن هذه الأسلحة الزلزالية حقيقية لكنها تعد أسلحة تصويب فعالة.

## تطوير
لا ينفجر الانفجار في الهواء الكثير من الطاقة إلى مادة صلبة لأن اختلالاتها الصوتية المختلفة تجعل عدم تطابق المعاكس يعكس معظم الطاقة. بسبب عدم دقة القصف في وجه الدفاعات المضادة للطائرات استخدمت القوات الجوية قصف المنطقة ‏ وأسقطت أعدادًا كبيرة من القنابل بحيث يكون من المحتمل أن يكون الهدف قد أصيب. على الرغم من أن الضربة المباشرة من قنبلة خفيفة من شأنها أن تدمر هدفًا غير محمي إلا أنه كان من السهل نسبيًا تسليح الأهداف الأرضية بعدة ساحات من الخرسانة وبالتالي جعل المنشآت الحيوية مثل المستودعات أساسًا قابلة للقنابل. إذا أمكن تصميم القنبلة لتنفجر في الماء أو التربة أو أي مواد أخرى أقل انضغاطًا فسيتم نقل القوة المتفجرة بشكل أكثر كفاءة إلى الهدف. كانت فكرة بارنز واليس هي إسقاط قنبلة كبيرة وثقيلة بطرف مدرع صلب بسرعة تفوق سرعة الصوت (مثل قذيفة مدفعية) بحيث اخترقت الأرض   مثل رصاصة عشرة أطنان أطلقت مباشرة أسفل. بعد ذلك تم ضبطها لتنفجر تحت الأرض من الناحية المثالية إلى جانب أو تحت هدف صلب. موجة الصدمة الناتجة تنتج ما يعادل زلزال بقوة 3.6 درجة تدمير أي هياكل قريبة مثل السدود والسكك الحديدية والجسور وغيرها. أي تسليح ملموس للهدف من شأنه أن يخدم القوة بشكل أفضل. جادل واليس أيضًا بأنه إذا اخترقت القنبلة عمقًا كافيًا فإن الانفجار لن يكسر سطح الأرض وبالتالي ينتج كهفًا تحت الأرض (منحدر) يزيل دعامة الهيكل تحت الأرض، مما يؤدي إلى انهياره. تم وصف العملية بيانيا على أنها «تأثير مستعرض» أو «انخفاض الجلاد». توقع واليس أن تعطيل الصناعة الألمانية من شأنه أن يزيل قدرتها على القتال وفهم أيضًا أن القصف الدقيق ‏ كان مستحيلًا تقريبًا في أواخر الثلاثينيات. تم تطوير تقنية الهدف الدقيق خلال الحرب العالمية الثانية ثم تم عرض أفكار بارنز واليس على أنها نجاح رائع (انظر على سبيل المثال غارة بيليفيلد في 14 مارس 1945) مع الأخذ في الاعتبار المعايير في ذلك الوقت.  كان المفهوم الأول لليس هو قنبلة تزن عشرة أطنان من شأنها أن تنفجر حوالي 130 قدم (40 م)130 قدم (40 م) تحت الأرض. ولتحقيق ذلك كان لابد من إسقاط القنبلة من 40,000 قدم (12 كـم)40,000 قدم (12 كـم) لم يكن لدى سلاح الجو الملكي البريطاني أي طائرة في ذلك الوقت قادر على حمل حمولة قنبلة بعشرة أطنان ناهيك عن رفعها إلى هذا الارتفاع. صمم واليس طائرة مؤلفة من ستة محركات للمهمة، تدعى «مفجر النصر» لكنه لم يأخذ على محمل الجد من قبل التسلسل الهرمي العسكري لليوم. ثم اتخذ واليس خطا مختلفا في تطوير وسيلة لتدمير الهيكل الصناعي في ألمانيا بهجمات على إمداداتها من الطاقة الكهرومائية. بعد أن طور القنبلة المرتدة ‏ وأظهر إمكاناتها، ومع ذلك، كانت قيادة سلاح الجو الملكي البريطاني على استعداد للاستماع إلى أفكاره الأخرى على الرغم من أنهم غالبا ما يعتقدون أنها غريبة. في كثير من الأحيان تدريب فئات ضابط من سلاح الجو الملكي البريطاني في ذلك الوقت ليس في العلوم أو الهندسة ولكن في الكلاسيكية والرومانية والتاريخ اليوناني واللغة. وقدموا الدعم الكافي للسماح له بمواصلة بحثه. صنع بارنز واليس في وقت لاحق من الحرب قنابل على أساس «مفهوم قنبلة الزلازل» على الرغم من أنه لم يتم إسقاطها من أكثر من حوالي 25,000 قدم (7.6 كـم)25,000 قدم (7.6 كـم) حتى من هذا الارتفاع المنخفض نسبيًا فإن قنبلة الزلزال كانت لديها القدرة على تعطيل الصناعة الألمانية بينما تسببت في الحد الأدنى من الخسائر في الأرواح بين المدنيين. تم استخدامه لتعطيل مصنع ودفن المدافع وإغراق سفينة حربية وتدمير أقلام واقية القوارب في سان نازير وكذلك لمهاجمة العديد من الأهداف الأخرى التي كان من المستحيل أن تتلف. كان أحد أكثر الهجمات إثارة للدهشة بعد وقت قصير عندما تم استخدامها لمنع تعزيزات الدبابات الألمانية من الحركة بالقطار. وبدلاً من تفجير المسارات - التي كان من الممكن إصلاحها في يوم أو نحو ذلك - استهدفت القنابل نفقًا بالقرب من ساومور كان يحمل الخط تحت جبل. أسقط خمسة وعشرون لانكستر أول على الجبل واخترقوا الصخور مباشرة وانفجر واحد منهم في النفق أدناه. نتيجة لذلك ظل خط السكك الحديدية بأكمله غير صالح للاستخدام حتى نهاية الحرب. بعد الحرب العالمية الثانية لقد طورت الولايات المتحدة 43,000 رطل (20,000 كـغ)43,000 رطل (20,000 كـغ) 12 قنبلة هدم والتي تم تصميمها لخلق تأثير الزلزال. بالنظر إلى توافر الأسلحة النووية مع تسليم سطح التفجير.ومع ذلك، كان هناك اختراق عميق للقليل من تطوير القنابل التقليدية حتى حرب الخليج عام 1991. خلال حرب الخليج أصبحت الحاجة إلى اختراق عميق واضح. في ثلاثة أسابيع طور جهد تعاوني من إخراج قسم أنظمة التسلح في قاعدة إيجلين للقوات الجوية ‏ في فلوريدا 5,000 رطل (2,300 كـغ)5,000 رطل (2,300 كـغ) الذي تم استخدامه بنجاح بواسطة طائرات ضد مجمع عميق تحت الأرض ليس بعيدًا عن بغداد قبل نهاية الحرب.  وقد طورت الولايات المتحدة 30,000 رطل (14,000 كـغ)30,000 رطل (14,000 كـغ) مخترق الذخائر الضخمة والذي مصمم لمهاجمة الأهداف المدفونة بعمق دون استخدام الأسلحة النووية مع المستويات الضخمة الكامنة في التلوث الإشعاعي وما يصاحب ذلك من خطر الانتقام العيني.

## فعالية
تم إجراء اختبارات القنابل الأنجلو الأمريكية حول الفعالية النسبية للقنابل الكبيرة ضد الهياكل الخرسانية المسلحة في عام 1946.